# Euthycera zelleri
Euthycera zelleri är en tvåvingeart som först beskrevs av Friedrich Hermann Loew 1847.  Euthycera zelleri ingår i släktet Euthycera och familjen kärrflugor. Inga underarter finns listade i Catalogue of Life.